# Nuevo Casas Grandes Municipal Airport
Nuevo Casas Grandes Municipal Airport är en flygplats i Mexiko.   Den ligger i kommunen Nuevo Casas Grandes och delstaten Chihuahua, i den nordvästra delen av landet, 1 500 km nordväst om huvudstaden Mexico City. Nuevo Casas Grandes Municipal Airport ligger 1 455 meter över havet.
Terrängen runt Nuevo Casas Grandes Municipal Airport är platt.  Trakten runt Nuevo Casas Grandes Municipal Airport är nära nog obefolkad, med mindre än två invånare per kvadratkilometer. Närmaste större samhälle är Nuevo Casas Grandes, 3,9 km nordväst om Nuevo Casas Grandes Municipal Airport. Omgivningarna runt Nuevo Casas Grandes Municipal Airport är i huvudsak ett öppet busklandskap.